# Saison 4 de True Detective
 (février 2024).
Si vous disposez d'ouvrages ou d'articles de référence ou si vous connaissez des sites web de qualité traitant du thème abordé ici, merci de compléter l'article en donnant les références utiles à sa vérifiabilité et en les liant à la section « Notes et références ».
Chronologie
Saison 3
Cet article présente les six épisodes de la quatrième saison, sous-titrée Night Country, de la série télévisée américaine, True Detective.

## Synopsis
La cheffe de la police locale Liz Danvers et l'agent Evangeline Navarro enquêtent sur la disparition de huit hommes qui travaillent sur la station de recherche arctique Tsalal, en Alaska, où il fait nuit en permanence durant plusieurs semaines en hiver.

## Distribution

### Acteurs principaux
- Jodie Foster (VF : Julie Dumas) : cheffe Liz Danvers
- Kali Reis (VF : Laëtitia Lefebvre) : agent Evangeline Navarro
- Fiona Shaw (VF : Josiane Pinson) : Rose Aguineau
- Christopher Eccleston (VF : Sylvain Agaësse) : Ted Connelly
- Finn Bennett (en) (VF : Gauthier Battoue) : Peter Prior
- John Hawkes (VF : Cédric Dumond) : Hank Prior
- Isabella Star LaBlanc (en) (VF : Flora Kaprielian) : Leah Danvers

## Épisodes

### Épisode 1:Part 1
- États-Unis : 14 janvier 2024 sur HBO et Max
- France : 15 janvier 2024 sur Prime Video[1]

- États-Unis : 565 000 téléspectateurs[2] (première diffusion)

### Épisode 2:Part 2
- États-Unis : 21 janvier 2024 sur HBO et Max
- France : 22 janvier 2024 sur Prime Video[1]

- États-Unis : 678 000 téléspectateurs[2]

### Épisode 3:Part 3
- États-Unis : 28 janvier 2024 sur HBO et Max
- France : 29 janvier 2024 sur Prime Video[1]

- États-Unis : 602 000 téléspectateurs[2]

### Épisode 4:Part 4
- États-Unis : 4 février 2024 sur HBO et Max
- France : 5 février 2024 sur Prime Video[1]

- États-Unis : 722 000 téléspectateurs[2]

### Épisode 5:Part 5
- États-Unis : 9 février 2024 sur HBO et Max
- France : 10 février 2024 sur Prime Video[3]

- États-Unis : 371 000 téléspectateurs[2]

### Épisode 6:Part 6
- États-Unis : 18 février 2024 sur HBO et Max
- France : 19 février 2024 sur Prime Video[1]

- États-Unis : 983 000 téléspectateurs[2]